# Поручик Киже
Поручик Киже (рус. Поручик Киже) је совјетски играни црно-бели филм из 1934. године у режији Александра Фајнцимера. Сценарио је по мотивима приче Јурија Тјињанова "Потпоручник Киже" написао Јуриј Тјињанов.
То је анегдота из доба владавине руског цара Павла I (чији лик тумачи Михаил Јаншин).
Поручник Киже је данас најпознатији по музичкој партитури коју је за филм написао Сергеј Прокофјев.

## Синопсис
Радња приказује како цар потписује указ о унапријеђењу, где је грешком уместо стварних официра написано име официра који заправо не постоји, те како га, заинтригиран његовим необичним именом, унапријеђује на све више и више функције, терајући бирократе да смишљају разне апсурдне изговоре како би очували илузију о Кижеовом постојању и тако се спасили царевог биеса.

## Улоге
| Глумац                | Улога                          |
| --------------------- | ------------------------------ |
| Михаил Яншин          | цар Павле I                    |
| Борис Горин-Горyаинов | Гроф фон Пахлен                |
| Нина Патерникова      | Принцеза Гагарина              |
| Софика Магарил        | Другарица принцезе Гагарине    |
| Ераст Гарин           | Ађутант Коблуков               |
| Михаил Ростовцев      | Командант тврђаве              |
| Леонид Кмит           | Царски писар (ван шпице)       |
| Андреј Костричкин     | Поручник Сињухајев (ван шпице) |

## Музика
Музика за филм, компоновао је Сергеј Прокофјев 1933. године, која је постала позната у Русији, а посебно на Западу. Изводила се на концертним програмима састављен од самог композитора 1934. (Опус 60, према ауторовом каталогу дела). Пакет се састоји од пет делова:
- "Рођења Кижеа"
- "Романса"
- "Венчање Кижеа"
- "Тројка"
- "Сахрана Кижеа"

Исте године композитор компонује две песме за глас и клавир из филма (ОП 60bis.):
- "Стонет сизый голубочек"
- "Тројка"